# Буква зю
Буква зю — фразеологическое сочетание, изначально означающее странное, неестественное, скрюченное положение человеческого тела. Это относительно молодой фразеологизм, приобретающий в процессе эволюции новые значения. Однако В. Бинзи и Л. Дядечко не согласны с мнением А. Зеленина о букве зю как именной фразеологической единице (то есть использующейся как самостоятельное выражение) и считают букву зю глагольной фразеологической единицей из трёх частей (то есть выражение «буква зю» может использоваться только вместе с глаголом).

## Происхождение выражения

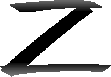
знак Зорро

Гипотезу о происхождении этого словосочетания высказал А. В. Зеленин в своей статье в журнале «Русская речь». Он считает, что своим происхождением фразеологизм обязан фильмам про Зорро, отличительным знаком которого была буква Z, и что он изначально зародился в 1970—80-е годы среди студенческой молодёжи (и только потом распространился в просторечном языке). По его мнению, своё имя буква зю приобрела благодаря замене в названии латинской буквы зет последних двух звуков на звук «ю». Зеленин считает, что эта замена произошла под влиянием греческих букв мю и ню, фонетическая форма которых (по его мнению) вызывала удивление у студентов. Само по себе фонетическое сочетание «зю» также необычно (так, Л. В. Успенский в 1973 году в книге «По закону буквы» приводил в качестве редких примеров использования слога «зю» слова́ зюзя, назюзиться). Однако В. Бинзи и Л. Дядечко не согласны с версией о происхождении фразеологизма от фильмов Зорро в силу отсутствия в данном случае зрительной ассоциации фразеологического выражения с позой человека и считают основой появления фразеологизма внешнюю схожесть латинской буквы Z с очертаниями сидящего и наклонённого человека и схожесть буквы з с фигуркой человека.
На возникновение словосочетания могла повлиять одна из наиболее известных бессмысленных строк кубофутуриста А. Е. Кручёных «Зю цю э стром», часто цитируемая наряду с его же «дыр бул щыл», а также санскритское «ом», которое произносится иначе, но в общепринятой графической записи на деванагари, особенно в некоторых шрифтах, действительно похоже на амальгаму русских букв «з» и «ю»: ॐ.

## Эволюция выражения
Зеленин считает, что первоначально, в 1980-е годы, словосочетание «буква зю», обозначающее странное, согнутое положение тела человека, получило распространение в среде автомобилистов, проводивших много времени за ремонтом машин. В дальнейшем, в конце 1980-х годов этот речевой оборот вошёл в словарь дачников и стал обозначать длительную работу наклонившись на земельном участке. Такое словоупотребление (уже без привязки к даче или автомобилю) получило широкое распространение не только в просторечных выражениях, но и в печати и художественной литературе:

Старпом почему-то изгибается буквой зю и распрямляться не хочет.
— Михаил Веллер. Легенда о морском параде.
В данных случаях фразеологизм стал выполнять роль более образного синонима для выражений «стоять на карачках», «на четвереньках» и «изогнувшись».
В ходе эволюции фразеологизм отдалился от исходного значения «напоминающий по форме букву Z» и стал обозначать искривлённость вообще. Теперь данное выражение используется по отношению к любому объекту, находящемуся в искривлённом, странном состоянии.
В середине 1990-х годов выражение проникло в публицистику, породив причудливые семантические преобразования.

## Другие значения выражения
Ряд значений словосочетания «буква зю» связан с переносом основной смысловой нагрузки со слова «зю» на слово «буква». Зеленин охарактеризовал этот процесс так: «актуализация первого, номинативного, элемента сочетания». «Буква зю» начинает обозначать неразборчивый почерк, загадочный знак или просто каракули.
В частности, существует популярная компьютерная программа Буква Зю (Letter Zu), предназначенная для транслитерации латинских букв и их комбинаций в русские буквы.
В данном значении выражение «буква зю» по наблюдениям Зеленина стало порождать вторичные фразеологизмы, работающие как синонимы выражений от а до я или от альфы до омеги.
В «Большом словаре русских поговорок» Мокиенко и Никитиной можно найти альтернативное значение словосочетания: буква зю — школьный жаргонизм, шутливое прозвище учителя математики.
Там же находится и другой созвучный молодой жаргонизм: корявый зю — странно одетый человек.
Благодаря расплывчатости значения, буква зю имеет большие возможности дальнейшей языковой трансформации.

## Распространение выражения
Выражение «буква зю» распространено в русской речи России и в русскоязычной прессе бывшего СССР (однако в последней случае фразеологизм по своему семантическому значению в основном ограничивается искривлённым положением человека или предмета). Так, фразеологизм «(зігнутий) як буква зю» привлёк внимание харьковского филолога Н. Ф. Уманцевой. Однако в русскоязычных кругах стран дальнего зарубежья выражение не прижилось. По мнению А. В. Зеленина, это связано с нахождением русскоязычных в окружении латинского алфавита, что снижает возможность иного, ироничного взгляда на букву Z.

## Зюганов и буква зю

Приблизительная форма буквы «Зю», подаренной Г. А. Зюганову на его юбилей в 2009 году

Первый слог фамилии Г. А. Зюганова активно используется в его прозвищах.
В 1999 году Дмитрий Быков опубликовал статью, посвящённую политической карьере Г. А. Зюганова, озаглавленную «Буква „Зю“». В этой статье он пишет о Зюганове, как о безвыигрышной политической фигуре, в частности замечая, что его фамилия вызывает «ассоциации с буквой „зю“, знаменитой позой радикулитника».
На 65-летний юбилей Геннадия Зюганова ему, в числе прочего, работниками профсоюзов было подарено описание «34-й буквы русского алфавита — буквы ЗЮ» (см. рисунок). Юбиляр сказал по этому поводу: «Алфавит сохраним в неприкосновенности, а этой буквой будем пользоваться только по праздникам».